# 콜린 섀넌

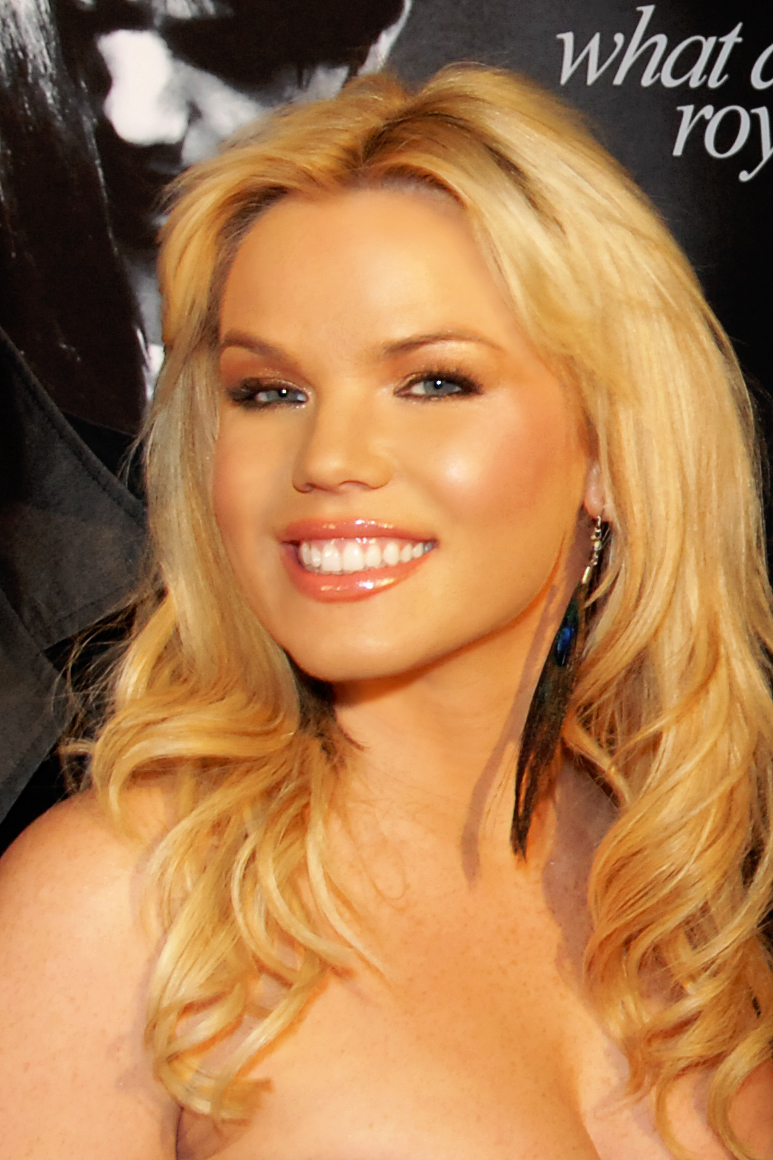

콜린 섀넌(Colleen Shannon, 1978년 4월 14일 ~ )은 미국의 배우, 플레이메이트, 모델, 텔레비전 배우, 영화배우이다.
아칸소주에서 태어났다.

## 영화
- 더 패싱 (2009년)
- 체이싱 고스트 (2005년)
- 미스 캐스트 어웨이 (2004년)